# Kostel svatého Mikuláše (Brno)
Kostel svatého Mikuláše je zaniklý kostel, který se nacházel na náměstí Svobody v Brně. Jeho počátky sahají do 1. poloviny 13. století, kdy jej nechali vystavět románsky hovořící obyvatelé Brna. Kostel byl již od svých počátků filiální k nedalekému kostelu svatého Jakuba. V letech 1645–1648 sloužil přechodně kapucínům, v roce 1760 došlo k barokizaci kostela pod vedením Františka A. Grimma. Roku 1786 byl kostel zrušen a v následujících letech byl využíván jako skladiště. V letech 1869–1870 byl z náměstí odstraněn.
Na místě kostela se v letech 1964–1965 a 2000 konaly archeologické průzkumy, v současné době kostel na náměstí připomíná půdorys vytvarovaný v dlažbě náměstí. Loď kostela měla čtvercový půdorys, na východní straně umístěný presbytář byl protáhlý a zakončen pěti stěnami osmiúhelníku. Kostel zdobila původně gotická protáhlá okna, z nichž byla později některá upravena do úspornější podoby.

## Dějiny

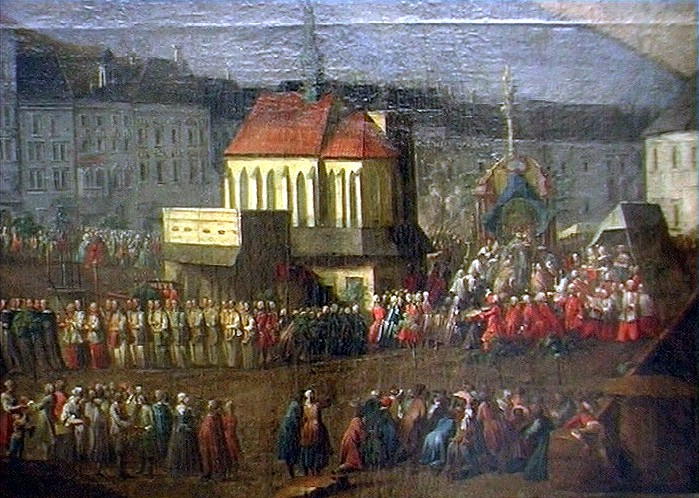
Svatomikulášský kostel na vedutě F. V. Korompaye z doby kolem poloviny 18. století

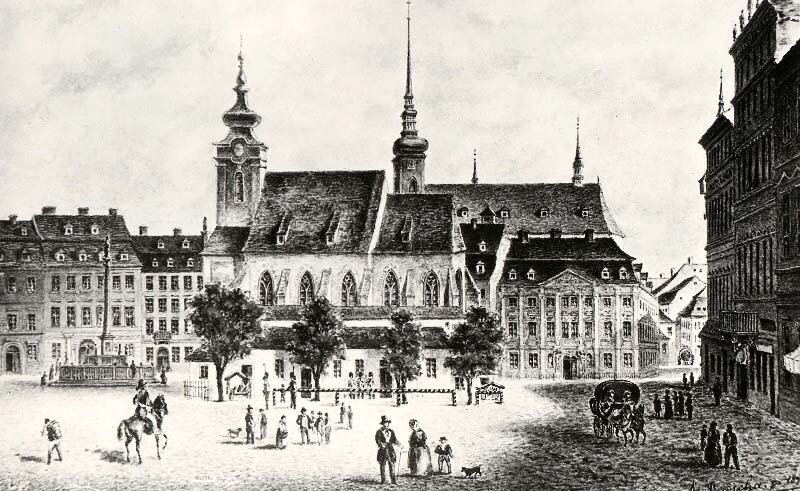
Kostel svatého Mikuláše (v popředí); po levé straně se nachází morový sloup, v pozadí kostel svatého Jakuba; před kostelem je patrná budova strážnice (1866)

Počátky kostela sahají do první čtvrtiny 13. století. Ten byl původně určen francouzsky hovořícím Valonům, kteří neuměli německy ani česky. Chrám byl již od svých počátků filiálním k nedalekému kostelu svatého Jakuba na dnešním Jakubském náměstí. Podle posledních průzkumů je pravděpodobné, že na místě stavby se původně nacházel železářský výrobní areál, nejspíše kovářská dílna. Po dokončení kostela a jeho vysvěcení olomouckým biskupem Robertem byl za kazatelnu dosazen románsky hovořící kněz. První písemně doložená zmínka o kostele svatého Mikuláše pochází z roku 1231, kdy Václav I. potvrzoval, že kostel nemá mít křestní, pohřební ani farní právo. Chrám však už před touto zmínkou nějakou dobu stál.
V roce 1353 se Jan, tehdejší rektor kostela svatého Mikuláše, rozhodl k prodeji domku, který náležel těsně ke kostelu. Jako náhradu našel prostornější dům ve Veselé ulici. V této části města však bydlelo mnoho nižší šlechty, která svým hlučným životem působila Janovi i jeho nástupci Petru Wolkensteinovi taková příkoří, že se Wolkenstein rozhodl k prodeji nového domku a přesídlil do Kramářské (Ševcovské) ulice. Pravděpodobně někdy v tomto období, za vlády Karla IV., byla na jižní straně kostela vybudována strážnice.
O dalších rektorech kostela je toho známo jen velmi málo, často je v různých kontextech zmíněno jen jejich jméno. Jedná se např. o Alberta de Crossnu či jistého Tomáše, který roku 1424 rezignoval na post rektora kostela. Někdy na přelomu 14. a 15. století byl rektorem kostela Mikoláš Polák, který je znám především coby stoupenec Jana Husa.
Roku 1425 kardinál a zároveň biskup olomoucký Jan XII. Železný potvrdil nadále přičlenění svatomikulášského kostela ke kostelu svatého Jakuba. Ve svém prohlášení však kardinál Jan ustanovil, že kostel svatého Mikuláše má být „beneficium manuale“ a nikoliv beneficium stálé jako doposud. To v praxi znamenalo, že kostel svatého Mikuláše má být ještě úžeji napojen na kostel svatého Jakuba – spojem mezi oběma chrámy měl být kaplan a osobu pověřenou v řízení svatomikulášského kostela má ustanovovat, odvolávat či případně sám vykonávat rektor od svatého Jakuba. Někdy v průběhu 15. století kostel obdržel od občanů Brna roční důchod v podobě 15 hřiven 22 uherských dukátů.
V roce 1645 se z kostela stal provizorní hospic (tj. malý klášter), který sloužil místním kapucínům, kteří o svůj klášter přišli v době obléhání Brna Švédy. V roce 1655 byl chrám obnoven a ze severní strany k němu byly přistavěny městské váhy, které sloužily jednak k vážení zboží za účelem placení cla, a jednak byly k dispozicím samotným obchodníkům. Z důvodu nedostatku písemných pramenů o městských váhách není přesně jisté, jak dlouho sloužily svému účelu; je pravděpodobné, že po roce 1740 svou funkci ztratily následkem vybudování císařských skladů. V roce 1760 byl kostel barokně upraven Františkem Antonínem Grimmem. V době vlády císaře Josefa II. byl kostel odsvěcen a proměněn ve vojenské skladiště. Za účelem „zkrášlení Velkého náměstí“ (jak se dnešní náměstí Svobody označovalo v 18. století) byl kostel spolu s městskými vahami, budovou strážnice i okolními kramářskými domky v letech 1869–1870 zbořen. Během demolice kostela byly pod úrovní kostela nalezeny dva náhrobní kameny, přičemž jeden z nich patřil Vojtěchu z Krosny, bývalému rektorovi kaple. Kameny byly později zasazeny do zdiva Moravského zemského muzea na Biskupském dvoře. Sochy svatého Mikuláše a svatého Martina z průčelí kostela byly přemístěny na průčelí kostela svaté Máří Magdalény na dnešní Františkánské ulici.

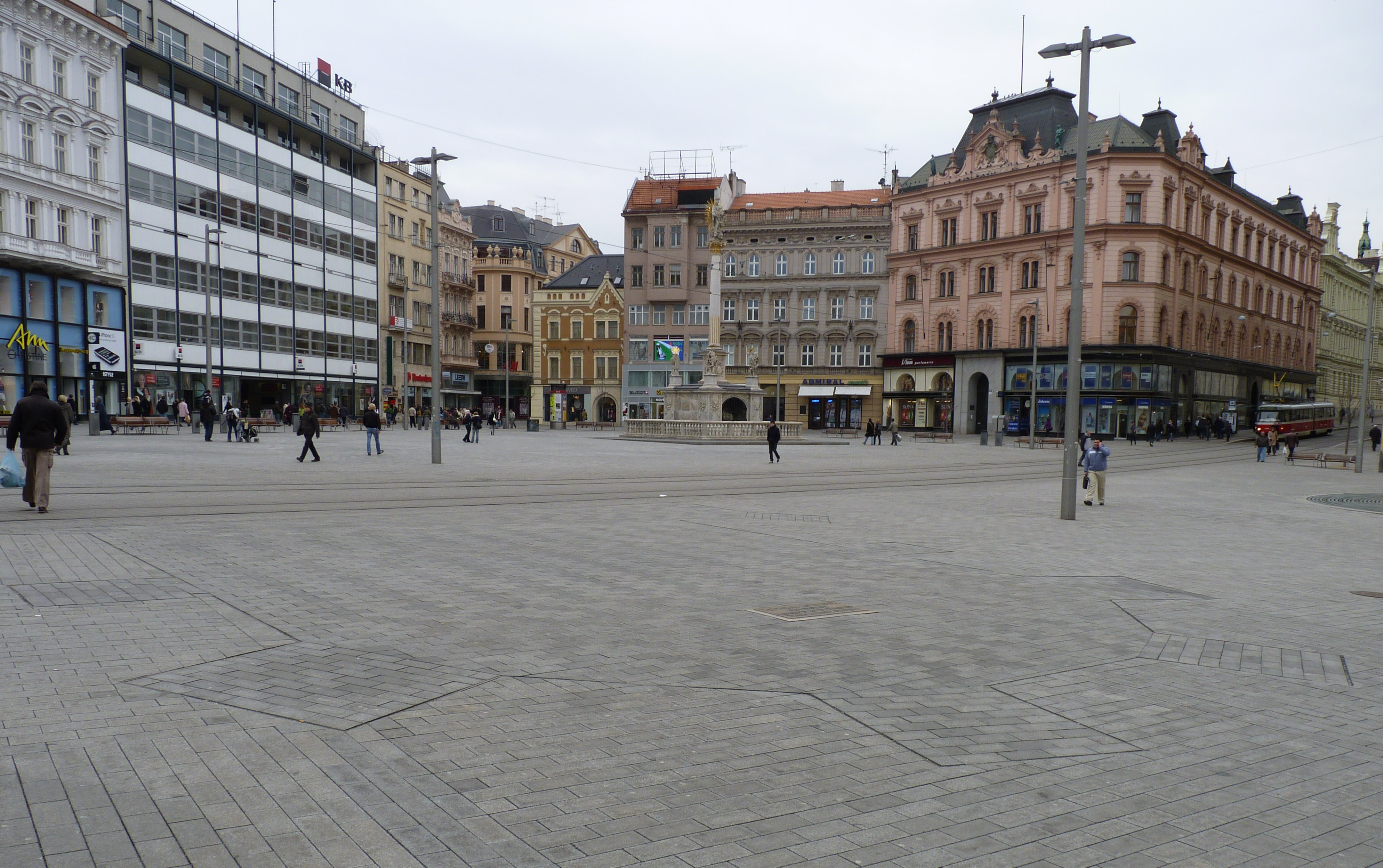
Současná podoba náměstí Svobody s patrným obrysem kostela v dlažbě (2010)

19. prosince 1944, během bombardování Brna USAAF, byla zasažena i oblast bývalého kostela. Výbuchy bomb spolu s pozdějšími výkopy inženýrských sítí značně poničily základové zdivo. Z archeologického průzkumu z roku 2000 vyplynulo, že dvě bomby dopadly přímo do prostoru presbytáře a vytvořily kráter o průměru 6 m a hloubce až 3 m. Další bomby dopadly k severní zdi a do prostoru městských vah.
Archeologické průzkumy kostela proběhly v letech 1964–65 a roku 2000. Terénní dokumentace z výzkumů v 60. letech je však považována za ztracenou a krátké zprávy v ročence Přehledy výzkumů se ukázaly pro potřeby památkové péče jako málo dostatečné. Hlavní průzkum archeologické lokality kostela se proto konal v roce 2000 v souvislosti s chystanou rekonstrukcí náměstí Svobody. V současné době půdorysný obrys kostela připomíná mosazná linka v dlažbě náměstí a mosazná plaketní deska umístěná rovněž na dlažbě náměstí v místech, kde se nacházel presbytář.
Kostel bývá poměrně často připomínám nejrůznějšími akcemi. V roce 2009 během brněnské Noci kostelů byl kostel připomenut video projekcí a částečnou vizualizací. Téhož roku byly v rámci akce „Sochy v ulicích“ umístěny po obvodu kostela velké neopracované kameny. Tento projekt Dalibora Chatrného nesl název „Kameny“ a měl připomenout svatomikulášský kostel. V roce 2010 byl kostel připomenut pomocí happeningu, kdy náhodní kolemjdoucí obkreslovali zaniklé tvary kostela barevnými křídami.

## Popis

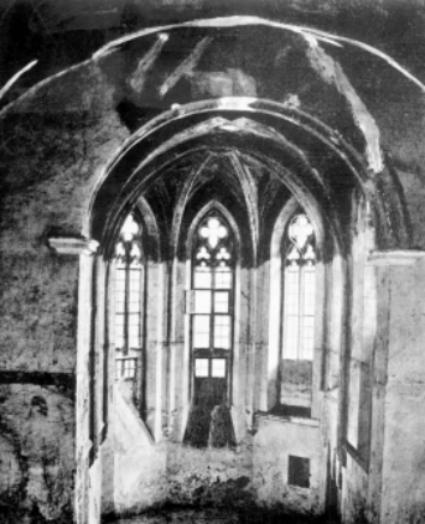
Jediná známá dochovaná fotografie interiéru kostela (z doby nedlouho před zánikem kostela)

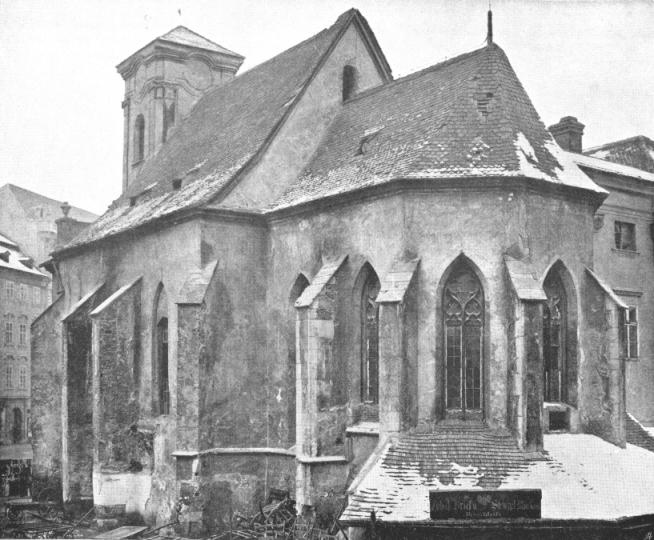
Jižní strana kostela s presbytářem na fotografii z roku 1869

Kostel byl situován ve střední části Dolního trhu (dnes náměstí Svobody) a již od počátku své existence byl zasvěcen svatému Mikuláši. O původním vzhledu kostela se nedochovaly žádné zprávy, na základě archeologických výzkumů a dochovaných vyobrazení se však podařilo zrekonstruovat alespoň základní rysy kostela a jeho stavebního vývoje. Rekonstrukce původního vzhledu mimo jiné stěžuje i fakt, že do roku 1870, kdy byl kostel definitivně zbořen, se kostel nedochoval v původním stavu a před samotnou demolicí je zachycen jen na několika fotografiích.
Loď kostela byla čtvercového půdorysu o vnitřních rozměrech 10,3×10,3 m. Presbytář byl umístěn na východní straně a měl mírně obdélníkový půdorys, který byl ukončen pěti zdmi osmiúhelníku. Osy presbytáře dosahovaly vnitřních rozměrů 9,5 na 5,6 m. Presbytář byl osvětlován díky šestici vysokých, goticky upravených oken s lomeným obloukem. Jak je patrno z mnoha dochovaných podobizen kostela, gotická okna se nacházela i na jižním průčelí kostela, než byla v době josefinských reforem výrazně snížena. Zdi kostela podpíral vnější opěrný systémem v podobě pilířů na nárožích i na jižní straně.
Střecha kostela byla relativně vysoká, štít ve tvaru trojúhelníku se nacházel na její východní straně. Karel Kuča uvádí, že věž kostela byla postavena v roce 1595, avšak novější studie kolektivu autorů věnovaná kostelu svatého Mikuláše došla k závěru, že pozdně renesanční věž byla postavena až někdy v roce 1760.
Co se týče interiéru, tam je otázka původního vzhledu ztížena tím, že dochovaný obrazový materiál z doby existence kostela zachycuje pouze exteriér kostela a z interiéru se dochovala pouze jediná fotografie. Je známo, že zatímco prostor lodi byl vybaven valenými klenbami, prostor presbytáře vymezovala klenba žebrová o dvou polích.
Bezprostřední okolí kostela zahrnovalo již zmíněné městské váhy, dále budovu strážnice a několik krámků těsně přiléhající ke kostelu. Budova městských vah přiléhající těsně ke kostelu z jeho severní strany byla z počátku vybavena atikovou římsou, v době barokizace kostela v roce 1760 však římsa zanikla. V době barokních úprav byla budova dále zvýšena o polopatro vybavené malými čtvercovými okny, zbývající okna byla částečně pozvednuta výše. Budova strážnice je na dochovaných vyobrazeních zachycena jen výjimečně – jednalo se o domek se sedlovou střechou, ke kterému těsně přiléhaly krámové přístavky.

## Pověst
Ke kostelu se vztahuje i jedna z brněnských pověstí, která se týká pokladu ukrytém v podzemních prostorách kostela. Poklad tam měl uschovat měšťan jménem Michal, který se bál o své úspory. K pokladu však nakreslil mapu, kterou po nějakém čase nalezl jistý Filip na půdě jednoho z domů na náměstí Svobody. Tento dům obýval se svým bratrem Antonínem. Bratři o nálezu nikomu neřekli a domluvili se, že se do podzemí společně vypraví sami. Den předtím, než měli do podzemí podle plánu společně vstoupit, však Antonín sebral mapu a jal se jít hledat poklad sám. Vchod do podzemí, který vedl přímo z kostela svatého Mikuláše, mu otevřel takřka hluchý kostelník. Kostelník Antonínovi přislíbil, že do večera nechá vchod do podzemí otevřený, pak že jej opět zamkne.
Antonín ihned po sestupu do podzemních prostor začal hledat poklad, který se mu však nepodařilo nalézt. Nechal tedy poklad pokladem a chystal se na cestu zpět. Seznal však, že se v podzemí ztratil. Po nějaké době bloudění se mu podařilo nalézt vchod, odkud přišel, avšak ten už byl zamknut a špatně slyšící kostelník neslyšel Antonínovo bušení na dveře. Antonín se proto rozhodl jít hledat druhý vchod. Když druhého dne přišel Filip do svého domu a zjistil, že Antonín je pryč i s mapou, usoudil, že jej bratr podvedl a utekl i s pokladem. Filip se jej proto vydal hledat, snad měl namířeno do Vídně. Oba bratry už nikdo nikdy neviděl.
Při archeologickém průzkumu náměstí Svobody v roce 2000 se nějaké podzemní prostory pod kostelem skutečně našly, avšak vzhledem k tomu, že primárním účelem výzkumu bylo prozkoumání základů kostela, nebyly tyto prostory podrobněji zkoumány.